# Turrush
Turrush es un topónimo relativo a un lugar de al-Ándalus (la península ibérica bajo dominio islámico), sobre cuya ubicación exacta no hay certeza. Ha sido identificado hipotéticamente con un asentamiento extramuros de Algeciras y, por su parecido fonético con Torrox, en Andalucía. Sin embargo el único lugar que hoy en día tiene ese nombre es el castillo de Turrush en Fuentes de Cesna, anejo del municipio de Algarinejo, en la provincia de Granada.

## Épocas
Turrush tuvo diferentes momentos que pasaron a la historia:
1. Año 755 - Abderramán I, omeya, desembarca en la península y se prepara en Turrush con ayuda de los mozárabes, de un ejército que le ayude a asaltar el poder en Córdoba y convertirse en el primer emir independiente de al-Ándalus, lo que quiere decir que al-Ándalus ya no dependería de Damasco.
2. Años 880-890 - Omar ibn Hafsún rebelde logra crear un estado independiente que ocupa parte de las provincias de Málaga, Jaén, Sevilla, Córdoba y Granada. Turrush forma parte de ese estado, con el apoyo de los mozárabes del castillo.
3. 7 de mayo de 914. Abderramán III (fundador del califato de Córdoba y el más importante de todos los reyes andalusíes) dirige durante cinco días el sitio a Turrus para acabar definitivamente con el poder de Ibn Hafsun sobre el mismo, tras varios años de batallas. Tras esta batalla Abderramán III ordena destruir el castillo de Turrush.
4. Año 938. Nace en Turrush el moro Almanzor, uno de los principales generales de la historia de al-Ándalus, equiparable al Cid castellano.
5. Año 1439. Según Hernán del Pulgar, Cesna y Torrepesquera quedarían en manos cristianas en esta fecha, aunque parece que serían reconquistadas posteriormente según algunas fuentes.
6. 21 de abril de 1483. Las tropas de Isabel la Católica derrotan al ejército musulmán en una dura batalla por tierras de Lucena, Iznájar y finalizan en Xornas, el castillo de Cesna. Allí se apresa a Boabdil, el rey granadino y se mata a Aliatar uno de sus principales generales. Esta batalla se grabaría en madera en la sillería del coro de Toledo (la 6ª silla del coro del arzobispo) y fue representada en el escudo de los Córdoba, con un moro encadenado. El apresamiento de Boabdil supone la última estocada al reino nazarí de granada, que agonizaría hasta el año de 1492.